# Unión Deportiva Lanzarote
Pour les articles homonymes, voir Lanzarote (homonymie).
Maillots
L'Unión Deportiva Lanzarote est un club de football espagnol basé à Arrecife sur l'île de Lanzarote.

## Histoire
Le club évolue à 10 reprises en Segunda División B (troisième division) : tout d'abord lors de la saison 1999-2000, puis de 2001 à 2010.
Il se classe premier du Groupe IV de Segunda División B lors de la saison 2003-2004, avec 19 victoires, 9 nuls, et 10 défaites. Il échoue toutefois lors des playoffs pour la montée en Division 2.

## Palmarès
- Champion de Tercera División : 2001 et 2011